# Lomonossowgebirge
Das Lomonossowgebirge (russisch Горі Ломоно́сов, norwegisch Lomonosovfjellet) ist ein weitgehend isolierter Gebirgszug im ostantarktischen Königin-Maud-Land. Er erstreckt sich 30 km östlich des Wohlthat-Massivs über eine Länge von 28 km in nordost-südwestlicher Ausrichtung.
Erstmals wurde dieses Gebiet im Rahmen der Deutschen Antarktischen Expedition (1938–1939) aus der Luft fotografiert und grob kartiert. Eine detaillierte Kartierung erfolgte anhand geodätischer Vermessungen und Luftaufnahmen der Dritten Norwegischen Antarktisexpedition (1956–1960). Eine neuerliche Kartierung und die Benennung nahmen Teilnehmer einer von 1960 bis 1961 dauernden sowjetischen Antarktisexpedition vor. Namensgeber ist der russische Naturwissenschaftler Michail Wassiljewitsch Lomonossow (1711–1765).